# A Love Trilogy
Albums de Donna Summer
Love to Love You Baby
(1975) Four Seasons of Love
(1976)
A Love Trilogy est le troisième album de Donna Summer, sorti en mars 1976. Il est construit sur le modèle de son précédent opus, Love to Love You Baby, avec une longue suite disco, Try Me, I Know We Can Make It en première face, et des titres de durée normale (dont une reprise de Barry Manilow) en deuxième face. Néanmoins, bien qu'il se vende bien, l'album ne donne lieu à aucun succès du calibre du single Love to Love You Baby.

## Titres

### Face 1
1. Try Me, I Know We Can Make It (Pete Bellotte, Giorgio Moroder, Donna Summer) – 17:57

### Face 2
1. Prelude to Love (Bellotte, Moroder, Summer) – 1:06
2. Could It Be Magic (Adrienne Anderson, Barry Manilow) – 5:15
3. Wasted (Bellotte, Moroder) – 5:09
4. Come with Me (Bellotte, Moroder) – 4:22